# 徳川慶光
德川 慶光（とくがわ よしみつ、1913年（大正2年）2月6日 - 1993年（平成5年）2月6日）は、日本の官僚、政治家、陸軍軍人、華族（公爵）。江戸幕府第15代将軍・徳川慶喜の孫。通称は「けいこう」。新字体で徳川 慶光とも表記される。

## 生涯
1913年（大正2年）2月6日、公爵徳川慶久と有栖川宮威仁親王の第二王女・實枝子の長男として東京府東京市小石川区第六天町（現：東京都文京区小日向）の屋敷で生まれた。お印は雁。赤ん坊の頃、祖父・慶喜の膝に抱かれ、おもらしをしたことがある。
1922年（大正11年）に父が急死したため、10歳で襲爵。伯父の侯爵・池田仲博が後見人となった。学習院から東京帝国大学文学部支那哲学科に進んで中国哲学を専攻し、卒業後は宮内省図書寮に勤務した。学習院時代の補導役は元海軍少将の森電三が務めた。1938年（昭和13年）10月5日には、会津松平家の子爵松平保男の四女・和子と結婚している。
1940年（昭和15年）1月に召集され、二等兵として入隊。しかし内地で肺炎にかかって陸軍病院に入院、退院と同時に除隊。1941年（昭和16年）7月、再び召集されるも徴兵検査で即日帰郷となる。1943年（昭和18年）2月6日、満30歳となり貴族院公爵議員に就任し火曜会に所属。1944年（昭和19年）2月、3度目の召集で二等兵として歩兵第101連隊東部62部隊に入隊。中国大陸を転戦したが、行く先々で入退院を繰り返していた。長沙の野戦病院では赤痢とマラリアに栄養失調も加わり、生死の境をさまよった。終戦は上等兵として北京で迎え、1945年（昭和20年）12月に復員。
復員後は空襲による類焼を免れていた第六天町の自邸に居住したが、1947年（昭和22年）5月2日に華族制度の廃止に伴って爵位と貴族院議員の議席を失った上、財産税の支払いのために自邸を物納した。このため妻や娘を伴って静岡県に移り、西園寺公望の別荘・坐漁荘に暮らした。東海大学の附属高校で漢文の講師を務めるが、その後は様々な事業を起こすも失敗、東洋製罐研究所勤務などの職を転々とする。やがて東京都港区高輪の借家に移り、1972年（昭和47年）9月には東京都町田市の60坪の建売住宅に転居。
晩年は料理や野菜作りなど趣味に没頭して生きる一方、愛人との不倫同棲事件で「和製ウィンザー公」と報じられたこともあった。1993年（平成5年）2月6日、80歳の誕生日にパーキンソン病のため東京都町田市の自宅で亡くなった。墓所は谷中霊園の寛永寺墓地。

## 人物・逸話
- 若い頃は中華文化に傾倒し、45円の初任給全額を宮内省出入りの書店への支払いに遣ってしまうほどだった。
- 陸軍病院入院中に高松宮宣仁親王の義弟（姉は宣仁親王妃喜久子）であることが判明した途端、第6方面軍司令官・岡部直三郎陸軍大将や旧水戸藩藩士の子孫の櫛淵鍹一陸軍中将が見舞いに来たり、旧幕臣の子孫の支那派遣軍総司令官・岡村寧次陸軍大将から無線電信が届いたりするなど、急に病院内が慌ただしくなったという。病院側は軍高官による見舞いを受ける都度、掃除やシラミ駆除、軍服での送迎をすることになり、慶光は「ご迷惑をかけてしまった」と述懐している[9]。
- 晩年には料理を趣味としたが、これは友人がフランス料理の本を出版したことに由来し、友人の本に載っていた料理を片っ端から作っていた。また、高松宮家の野菜作りを見てからは野菜作りにも精を出し、この他にも朱肉を自作したり、長男の慶朝に影響されて梅酒を作ったりしている。

## 栄典
- 1940年（昭和15年）8月15日 - 紀元二千六百年祝典記念章[10]

## 系譜
| 徳川慶光 | 父: 徳川慶久（公爵） | 祖父: 徳川慶喜（公爵）     | 曾祖父: 徳川斉昭（水戸藩主）       |
| 徳川慶光 | 父: 徳川慶久（公爵） | 祖父: 徳川慶喜（公爵）     | 曾祖母: 吉子女王                   |
| 徳川慶光 | 父: 徳川慶久（公爵） | 祖母: 新村信               | 曾祖父: 松平政隆                   |
| 徳川慶光 | 父: 徳川慶久（公爵） | 祖母: 新村信               | 曾祖母: -                          |
| 徳川慶光 | 母: 實枝子女王       | 祖父: 威仁親王（有栖川宮） | 曾祖父: 幟仁親王（有栖川宮）       |
| 徳川慶光 | 母: 實枝子女王       | 祖父: 威仁親王（有栖川宮） | 曾祖母: 森則子                     |
| 徳川慶光 | 母: 實枝子女王       | 祖母: 慰子                 | 曾祖父: 前田慶寧（加賀藩主・侯爵） |
| 徳川慶光 | 母: 實枝子女王       | 祖母: 慰子                 | 曾祖母: 久徳扶伝                   |

## 家族
- 妻：徳川和子（子爵松平保男四女、大正6年7月31日 - 平成15年5月29日）
  - 長女：安喜子（深川行郎夫人、昭和17年3月1日 - 平成7年3月25日）
    - 孫：深川康行
    - 孫：深川洋行
    - 孫：山岸美喜（和子とともに「みみずのたわごと」を共著）

  - 次女：眞佐子（衆議院議員平沼赳夫夫人）
    - 孫：廣子（1968年11月18日生）正二郎の第二秘書。
    - 孫：平沼慶一郎（1970年7月31日生）
    - 孫：平沼正二郎

  - 長男：徳川慶朝（写真家）
    - 孫：長岡慶敬（1981年7月29日生[11]）
    - 孫：長岡敦子（1984年4月3日生[11]）
    - 孫：長岡慶弘（長岡祥三養子[11]）